# 金融时报 (中国)
金融时报，是中国人民银行主管的以金融为特色的综合类财经报纸，金融时报社是中国人民银行直属事业单位。

## 历史
1987年5月1日，《金融时报》创刊，由中国人民银行、中国工商银行、中国农业银行、中国银行、中国建设银行、中国人民保险公司、交通银行、中信实业银行共同出资创办，中国人民银行主管，这是中国改革开放后首个采取股份制形式创办的新闻媒体。邓小平题写报名。
2006年10月28日，金融时报社第一届理事会成立。理事会由中国人民银行、中国银行业监督管理委员会、中国证券监督管理委员会、中国保险监督管理委员会、国家开发银行、中国进出口银行、中国农业发展银行、中国工商银行、中国农业银行、中国银行、中国建设银行、交通银行、中国光大集团、中信银行、中国人保控股公司、中国人寿保险（集团）公司、中国信达资产管理公司、北京银行、中国印钞造币总公司、中国金币总公司、金融时报社21家成员单位组成。
《金融时报》是中国人民银行和国家外汇管理局授权公布金融统计资料的唯一媒体，是中国银行业监督管理委员会、中国证券监督管理委员会、中国保险监督管理委员会指定的重要信息披露媒体。《金融时报》现拥有《上海金融报》、《中国金融家》杂志、北京金时世纪广告公司、上海上金广告公司。
2018年，报纸入选2017年全国百强报纸推荐名单。

## 历任领导
| 社长 …… - 李绍周（？—？） - 汪洋（？—2014年） - 邢早忠（2014年2月—） | 党委书记 - 汪洋（？—2014年） - 邢早忠（2014年2月—） | 总编辑 …… - 宋辅良（？—2014年） - 梅国辉（2014年—） - 查子安（？—） |